# يوم مالوش لازمة (فلم)
يوم مالوش لازمة فيلم مصري عرض عام 2015، بطولة محمد هنيدي .

## القصة
اليوم هو يوم زفاف يحيى (محمد هنيدي) ومها (ريهام حجاج)، و منذ الصباح الباكر يستعد العروسان لاستقبال هذا اليوم، لكن بمجرد أن يبدأ هذا اليوم حتى يقع العروسان طوال اليوم وفي حفل الزفاف نفسه في سلسلة طويلة لا تنتهي من المفارقات والمواقف الصعبة، وما يزيد الطين بلة هو مطاردة الفتاة المهووسة بوسي (روبي) ليحيى طوال اليوم، وإصرارها الشديد أن تكون هي زوجته بدلًا من مها.

## طاقم التمثيل
- محمد هنيدي: يحيى
- روبي: بوسي
- ريهام حجاج: مها
- محمد ممدوح: سامح
- هالة فاخر: والدة يحيى

- بيومي فؤاد:شفيع
- ليلى عز العرب:والدة مها
- هشام إسماعيل:أكثم
- أحمد فتحي:شكرى صديق سامح
- محمد ثروت

- محمد أسامة:جرسون
- إلهام عبد البديع: صديقة مها
- دعاء مصطفى رجب:سعاد ابنة خال يحيى
- هاشم خليل
- سامي مغاوري: اللواء

- طارق عبد العزيز: المأذون
- هياتم: زوجة خال يحيى
- محمد عبد الرحمن : هيثم الصيدلي
- معتز التوني:طبيب التجميل

## وصلات خارجية
- مقالات تستعمل روابط فنية بلا صلة مع ويكي بيانات
- صفحة الفيلم على موقع السينما